# Ортодоксија
Правоверје или ортодоксија (од ријечи  — „исправан“ и  — „мишљење“ или „учење“) израз је којим се означава прихватање неке доктрине која се сматра једино исправном. Појам се првобитно користио првенствено за означавање религијског правоверја, а касније је почео да се користити и изван религије, односно за означавање појединих политичких, филозофских и научних доктрина које су имале догматски карактер.
У хришћанском смислу термин означава „усаглашавање са хришћанском вером која је заступљена у вероисповестима ране цркве“. Првих седам васељенских сабора одржано је између 325. и 787. године с циљем формализације прихваћених доктрина. У неким земљама енглеског говорног подручја, Јевреји који се придржавају свих традиција и заповести, као што је прописано у Талмуду, често се називају ортодоксним Јеврејима, иако је појам ортодоксан историјски првобитно описивао хришћанска веровања.

## Религијско правоверје
Појам правоверје, односно ортодоксија има специфична значења у различитим религијама.

### Будизам
Познато је да је историјски Буда осудио само приврженост светим списима или догматским принципима, као што је поменуто у Калама сути. Штавише, теравадска школа будизма следи строго придржавање Пали канона (трипитака) и тумачења као што је Висудхимага. Стога се теравадска школа сматра најортодокснијом од свих будистичких школа, јер је познато да је веома конзервативна, а посебно у погледу дисциплине и праксе Винаје.

### Хришћанско правоверје
У историји хришћанства, појам се традиционално користио за означавање званично прихваћених и одобрених, односно „правоверних“ или „ортодоксних“ ставова и учења Цркве, насупрот „неправоверним„ односно „хетеродоксним“ учењима разних „јеретичких“ секти и „расколничких“ цркава. Израз хришћанска ортодоксија је на црквенословенском језику преведен као „Правосла́виѥ“, од чега потиче израз православље којим се описују учења оних цркава које признају и доследно поштују одлуке свих седам васељенских сабора. То је, између осталог, један од разлога зашто „ортодоксија“ и „православље“ представљају синониме у неким језицима.
Хришћанска ортодоксија или правоверје (односно православље) дефинисана је од стране Васељенских сабора и одражава верске ставове и учења која су се развијала на апостолским темељима хришћанске вере, на шта су се надовезали и утицаји старогрчке филозофије и римског права. Вера се изражавала језиком филозофије, а њене одреднице усвајала је царска влада и проглашавала их обавезујућим за све. Део хришћана одбацио је разна каснија „побољшања“, али вероисповјест коју су изњедрили поменути сабори нашироко је прихваћена.
На Првом васељенском сабору у Никеји, одржаном 325. године, закључено је да је, у вјечности, Христос Син Божји, „од исте суштине“ са Богом Оцем, а не само дио његове творевине, тј. свијета који је створио. Ову тврдњу одбацили су аријанци, који су сматрали да Син није исте суштине са Оцем, а када су „варварски“ народи освојили велики дио Римског царства, они су годинама хришћанство прихватали само у његовом аријанском облику. Други васељенски сабор у Константинопољу (381) дефинисао је доктрину „Свете Тројице“: иако је „јединствен“, Бог је заправо „тројство“: Отац, Син и Дух Свети. Трећи васељенски сабор у Ефесу (431) одлучује да, будући да је Христос „једна особа“, његова мајка Марија треба да буде поштована као Богородица, док је Четврти васељенски сабор у Халкидону (451) утврдио да је Христос, пошто је постао човјек у свом „оваплоћењу“ заправо имао двије „природе“, људску и божанску, које су сапостојале једна поред друге.
Ове је одлуке, међутим, део хришћана одбацио. После 431. године, несторијанци (који су веровали да су божанска и људска природа раздвојене у Христу) бјеже у Персију, одакле се шире према Индији и Кини. После 451. године монофизити (који су веровали да су у Христу божанска и људска природа обједињене), формирају одвојене цркве у Египту, Етиопији, Сирији и Јерменији. Но, Православна црква тиме није уздрмана и 681. године Шести васељенски сабор доноси одлуку да оваплоћени Христ има и двије воље и двије енергије, као што има двије природе.

### Правоверје у јудаизму
Појам правоверни, односно ортодоксни јудаизам означава традиционалистичке и конзервативне религијске струје и покрете унутар јудаизма, који се залажу за доследно поштовање и спровођење свих верских начела и обичаја.

### Правоверје у исламу
Појам правоверни или ортодоксни, односно сунитски ислам означава главну религијску струју унутар ислама, којој припада велика већина муслимана.

## Политичко правоверје
Израз политичко правоверје означава посебан облик политичког догматизма који се огледа у некритичком веровању у исправност одређене политичке идеологије.